# 石智益
石智益，CMG（Patrick Cardinall Mason Sedgwick，1911年3月8日—1985年1月22日），英國殖民地官員，1935年加入香港政府，1955年至1965年出任勞工處處長，是香港歷史上在任時間最長的勞工處處長，在任內，他曾兼任行政及立法兩局官守委任議員，也曾經四度署任華民政務司一職。此外，在1948年至1954年間，他也曾經三度署任市政局主席兼市政事務署署長。
在第二次世界大戰期間，石智益先後任職於港府經濟戰務廳、馬來亞殖民地政府、英國經濟戰務部和中國重慶的英國駐華大使館。在二戰後期，他加入了殖民地部的香港計劃小組，參與規劃香港的戰後重建，隨後更在1945年至1946年間任職於香港的臨時軍政府。
石智益在二戰後重新加入港府，歷任多個涉及人事和經濟方面的職務，當中包括在1947年出任薪俸調查委員會秘書、1952年至1954年出任工商業管理處處長、以及在1954年參與薪俸檢討委員會的工作。在勞工處處長任內，石智益多番外訪參與勞工會議和貿易談判；在他的推動下，港府在徙置區興建不少平房式工廠大廈，鼓勵小型工業的發展，而勞工處的架構也得以重組。
卸任勞工處處長後，石智益在1965年轉任香港政府駐英專員，至1969年正式退休。退休後，他曾經在1971年和1972年先後擔任聖海倫娜島、以及福克蘭群島和毛里裘斯的薪俸調查委員會主席。

## 生平

### 早年生涯
石智益在1911年3月8日生於英國薩里郡布羅姆利（Bromley），父親名叫威廉·法蘭西斯·梅森·塞奇威克（William Francis Mason Sedgwick，1874年－1969年），來自肯特郡高德赫斯特（Goudhurst），母親名叫凱瑟琳·科蒂（Kathleen Cordy）。石智益在家中排行第二，有一兄一妹，分別名亨利·科林·法蘭西斯·塞奇威克（Henry Colin Francis Sedgwick）和珍妮特·凱瑟琳·塞奇威克（Janette Kathleen Sedgwick）。
石智益於1921年至1930年間受教於肯特郡的拉姆斯蓋特（Ramsgate）聖勞倫斯書院（St. Lawrence College），畢業後在1930年考入牛津大學青銅鼻學院，1934年獲得文學士學位後，再考入劍橋大學皇后學院深造。

### 二戰前後
在劍橋大學只讀了一年的石智益，於1935年7月獲殖民地部聘用，以二級官學生身份加入香港政府。石智益加入港府後，最初於1937年出任第三助理輔政司，同年出任衛生局（Sanitary Department）政務助理，負責處理市政局事務。在1938年，港府委任一個委員會負責研究擴建啟德機場，而石智益則獲調派為委員會秘書。第二次世界大戰爆發後，石智益獲調派到新成立的經濟戰務廳（Economic Warfare Office）工作，1941年出任署理知識主任（Intellectual Officer），同年復升任為經濟戰務廳總監。
在1941年12月，石智益一度被借調到馬來亞殖民地政府工作，從而避過在同月爆發的香港保衛戰。但隨著馬來半島在1942年初也陷入日軍管治後，他成功撤離當地，且被轉派往英政府經濟戰務部（Ministry of Economic Warfare）的遠東代表團任職。不久以後，石智益在1942年5月奉命抵達中華民國據守的陪都重慶，出任英國駐華大使館難民救濟部參贊，同月，他前往粵北的廣東省臨時省會曲江（韶關一帶），成功與新成立的英軍服務團取得聯繫，並且認識了英軍服務團指揮官賴廉士中校（Lt. Colonel Lindsay Ride）等服務團領袖。在重慶工作期間，石智益繼續與英軍服務團緊密合作，協助安頓由日據香港逃出的平民百姓，一直到1943年10月被調返倫敦為止。
石智益在1944年1月加入倫敦的香港計劃小組（Hong Kong Planning Unit），負責制定英國對香港戰後的管治政策，為日本一旦戰敗投降和香港回歸英國管治作好準備。該小組最初於1943年8月設立，隸屬於殖民地部，由港府前輔政司史美領導，隨後由前首席助理輔政司麥道高接任。在1945年8月，日本宣告無條件投降，香港重光，皇家海軍少將夏慤奉命在香港籌組軍政府作臨時管治，而麥道高則出任軍政府的首席民政事務官，並率領九名計劃小組成員來港，負責協助籌組軍政府和處理軍政府的民事工作。不過，石智益被指派留在倫敦，負責主管軍政府的民事小組後方司令部，並獲授予陸軍中校軍階。
在1946年初，石智益再被調返香港，於民事小組司令部秘書處工作，直到1946年5月殖民地文治政府重新投入運作為止。在香港重光初期，曾與石智益在臨時軍政府民事小組共事的同事包括何禮文、白嘉時、戴斯德和徐家祥等人，這批政務官員在戰後的港府中均身居要職。

### 戰後香港
香港總督楊慕琦爵士在1946年5月復任，重新設立文治政府後，熟悉經濟和人力資源事務的石智益重新加入港府，出任助理財政司，同月起兼任行政及立法兩局秘書和署理首席助理輔政司。在1947年3月，他轉任薪俸調查委員會秘書，協助評估戰後港府公務員的薪津水平，到同年10月出任人事處主任，主管人事銓敘事宜。石智益此後署任過不同職務，當中計有在1948年5月出任署理市政局主席兼市政事務署署長、同年10月出任署理副輔政司、1949年署任人事處主任、1950年第二度署任副輔政司和再度署任人事處主任、以及在1951年1月至8月再度署理市政局主席兼市政事務署署長一職。在第二度署理市政局主席期間，他曾經以臨時性質代任立法局官守委任議員。
在1951年8月，石智益調往工商業管理處出任副處長，未幾在同年9月署任處長。石智益在1952年1月正式出任工商業管理處處長一職，同時獲擢升為一級官學生。在工商處處長任內，石智益負責香港的貿工和海關事務，並特別關注戰後初期香港原材料供應緊張的問題、韓戰對香港轉口貿易的打擊、以及研究限制日本貨品進口以改善港日貿易逆差的問題。在1953年，石智益曾前赴英國出席英國工展會，支持參展的香港攤位，隨後還順道到倫敦慶祝英女皇伊利沙伯二世加冕。
石智益在1954年2月調任勞工處副處長，並在輔政司署的薪俸檢討委員會供職。他促成薪俸檢討委員會在1955年初發表政府僱員薪津修訂計劃（Revised Scheme for Salaries and Allowances for Government Servants），當中提出不少改善建議，以取代原薪俸調查委員會在1954年3月發表的薪俸報告書。石智益在1954年中一度出任署理港府政治顧問，不久以後在同年9月至10月第三度署任市政局主席兼市政事務署署長，以接替因病請假的利澤時，期間他有份參與油麻地街市等市政設施的興建計劃。在1955年3月，石智益回任勞工處副處長兼礦務處副處長，到同年6月正式接替退休的睦徽典（Q. A. A. Macfadyen）出任勞工處處長兼礦務處處長。在1956年，石智益獲進一步擢升為首長級官學生，同年2月2日更以勞工處處長身份，獲港督葛量洪爵士委任為立法局官守議員。

### 勞工處處長
在勞工處處長任內，石智益提倡在徙置區興建更多平房式工廠大廈，讓小型工業有更大的發展空間，這些由港府工務局興建、徙置事務處管理的工廠大廈，遍佈長沙灣、新蒲崗、佐敦谷、柴灣和大窩口各地，成為港府最早期推出的工廠大廈。此外，石智益也多番外訪，出席各地的勞工會議和貿易談判，這些較主要的外訪包括在1962年出席澳洲勞工會議、1963年參觀德國工展會，以及在1964年到瑞士日內瓦出席國際勞工組織製衣業三方會議。針對英政府在1963年起限制港產綿織品和成衣入口，石智益曾作出多番交涉，並在1965年聯同時任工商處處長何禮文前往英國出席貿易談判，爭取擴大港產綿織品輸往英國的出口配額。

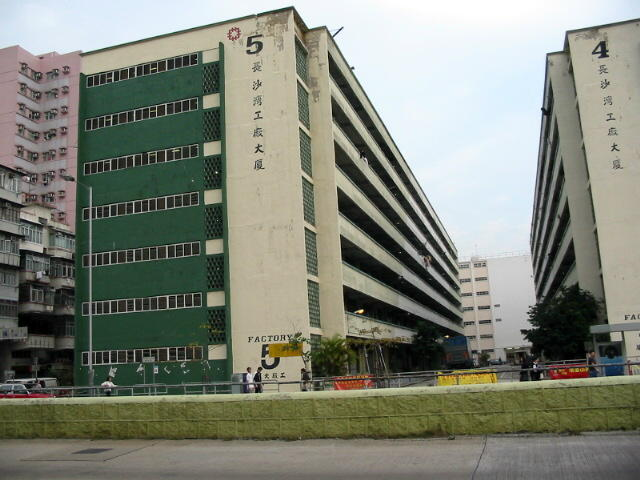
長沙灣工廠大廈

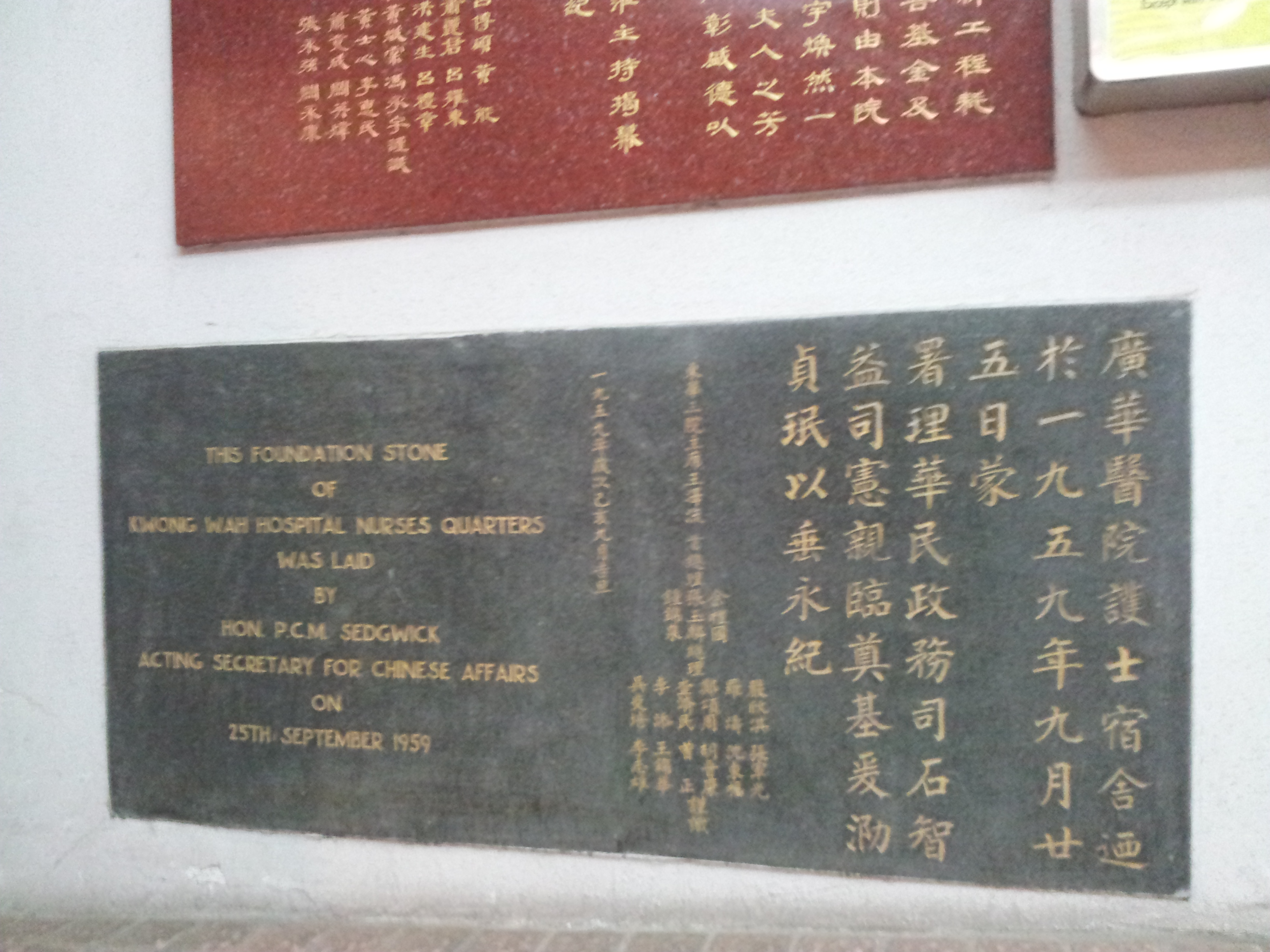
九龍廣華醫院護士宿舍奠基石

在1955年，石智益接獲17名受聘於澳洲布魯姆從事採珠的香港勞工致函陳情，投訴他們在澳洲遭受僱主的不公對待，信中提及的不公對待包括他們未曾獲發僱傭合約文本、被僱主強迫在海上長時間作業和剋扣假期、以及膳食質素欠佳和用膳時間不定時等。由於英國承認國際勞工組織各條涉及聘用本土勞工的公約，因此這些公約對身為英國殖民地的香港同具法律效力，石智益遂引用公約致函澳洲政府駐港貿易專員投訴。不過，澳洲政府當時以澳洲未承認有關公約為理由，拒絕受理石智益的投訴，並謂採珠工人的待遇是由僱傭雙方自行協定，英聯邦雖然有對聘用亞洲採珠工人制訂指引，但指引並不包括有關薪酬和待遇方面的規管。
除了澳洲方面，香港也一直有輸出採珠工人到北婆羅乃和沙撈越工作。在1957年，港府有意准許這些採珠工人的合約年期由原來的兩年延長至三年，可是這次港府卻反被國際勞工組織抨擊。該組織引用相關公約條文指出，外勞工作兩年以上，得由家人陪伴，因此港府的做法違約。由於石智益當時正在休假，署理勞工處處長戴麟趾（後來成為港督）遂向倫敦方面尋求指引，要求英政府澄清勞工處處長可否運用特權詮釋國際勞工組織的各條公約條文，但戴麟趾的行動未獲英政府支持。
另一方面，為提升勞工處的運作效率，石智益在任後期積極進行部門重組，在他的推動下，勞工處於1965年獲重組為勞工關係部、工業安全部和人力部，分管勞資關係、職業安全健康和人力資源三大政策範疇。在推動職業訓練方面，石智益還促成工業訓練諮詢委員會在1965年9月正式成立，委員會後來在1973年升格為香港訓練局，復於1982年改組為香港職業訓練局。
在多年的勞工處處長生涯中，石智益也出任過不同公職，當中包括兼任殖民地勞工政務會議（Colonial Labour Administration Conference）成員、港府勞工顧問委員會當然主席、港府港口委員會當然委員、也曾獲委任為香港大學校董。在1957年12月至1958年2月期間，石智益曾代替暫時離港的教育司高詩雅，首次以臨時官守委任議員的身份晉身行政局。此後，石智益先後四度接替麥道軻署任華民政務司一職，四段任期分別為1959年7月11日至1960年3月26日、1961年11月6日至1962年4月13日、1962年5月8日至同年5月21日、以及1963年3月27日至同年5月7日。在四度署任華民政務司期間，他以同一身份出任行政局、立法局和市政局的會議，並主要負責禁毒事務和推動街坊福利會的發展。在1959年9月25日，石智益還以署理華民政務司的身份，為九龍廣華醫院護士宿舍主持奠基典禮，是廣華醫院當年的一大盛事。
石智益本身在1959年因港府更迭官制，由原來的首長級官學生轉為甲級政務官，至1961年初正式被港督柏立基爵士委任為行政局官守議員。石智益雖然在1961年5月退出立法局，但間中仍以臨時議員身份參與立法局會議，一直到1964年7月，他再度以官守委任議員的身份重新加入立法局。由於石智益的工作需要經常外訪，再加上數次離港休假，勞工處處長一職多次由其他官員署任，這些署任的官員包括戴麟趾（1957年2月12日至12月4日）、景韓（1959年7月16日至1960年3月13日）、郟亮同（1960年3月15日至10月和1961年11月至1962年4月）、蘇弼（1963年5月至10月）和和陶建（1964年9月16日至10月15日）等人，而石智益在行政局的議席也曾經五度為何禮文所署任。

### 晚年生涯
服務港府和英政府滿30年的石智益，在1965年7月1日卸下勞工處處長的職務，同時退出行政立法兩局。他在任勞工處處長前後滿10年，成為香港歷史上在任時間最長的勞工處處長。石智益在7月27日離港返英，離港前出席多場由不同團體舉辦的餞別宴會。他在6月30日最後一次出席立法局會議時，也特別獲時任港督戴麟趾爵士加以表揚。英廷為表彰石智益在公職方面的貢獻，更在1965年6月的英女皇壽辰授勳名單中公佈向他頒授CMG勳銜，同年11月，石智益在家人見證下於白金漢宮獲英女皇伊利沙伯二世親自授勳。
石智益在1965年本已屆滿退休年齡，但在港府特別安排下，他得以押後退休，並在同年10月接替巴璐（Bryan Barlow）出任香港政府駐英專員，一任四年，到1969年9月才正式退休，而駐英專員一職則由前工務司鄔勵德接任。
退休以後，石智益在1971年和1972年兩度應英政府的邀請，先後擔任聖海倫娜島、以及福克蘭群島和毛里裘斯的薪俸調查委員會主席，負責評估三地的公務員薪津水平。晚年的石智益退居英國薩里郡，一直到1985年1月22日在當地逝世，終年73歲。

## 個人生活
石智益信奉聖公宗，他在1943年迎娶貝斯·曼納令·湯普森（Beth Mannering Thompson）為妻。貝斯來自澳洲維多利亞省墨爾本的聖基達（St Kilda）。石智益夫婦共育有三子一女，分別名腓特烈（Frederick）、大衛（David）、羅伯特（Robert）和凱瑟琳（Kathleen）。石智益的興趣包括揚帆出海和園藝，他生前是英格蘭貝爾谷航海會（Bewl Valley Sailing Clubs）、香港會和皇家香港遊艇會的會員。

## 榮譽
- J.P. （官守）
- C.M.G.（1965年英女皇壽辰授勳名單[30]）

## 注腳
1. 1 2 3  "UK Sedgwicks - Places - Surrey - William Henry Sedgwick (born circa 1845)", SEDGWICKUK.ORG - British Sedgwick Genealogy, retrieved on 5 August 2011.
2. 1 2 3 4 5 6  Who Was Who. London: A & C Black, 1996.
3. 1 2 3 4 5 6 7 8 9 10 11 12 13 14  Luzzatto, Rola, Hong Kong Who's Who: An Almanac of Personalities and Their History 1958-1960, 1961.
4. 1 2 3 4 5 6 7  〈本港人士榮獲勳銜名單公佈〉，《工商日報》第四頁，1965年6月12日。
5. 1 2  The Asia Who's Who. Hong Kong: Pan-Asia Newspaper Alliance, 1958.
6. 1 2  Sedgwick, P. C. M., "British Army Aid Group: Hong Kong Resistance 1942-1945. By EDWIN RIDE. [Oxford: Oxford University Press, 1982. 347 pp. ?14-00.]", The China Quarterly No. 94, June 1983, pp. 376-377.
7. ↑  Tsang, Steve, A Modern History of Hong Kong, Hong Kong: Hong Kong University Press, 2009.
8. ↑  Endacott, G. B., A History of Hong Kong. Oxford University Press, 1974.
9. 1 2 3  The Colonial Office List. UK: H.M.S.O., 1966.
10. ↑  〈石智益昨日透露，港日貿易逆差嚴重〉，《大公報》第五版，1952年12月10日。
11. ↑  〈工商處長石智益評論，本港工業已有改進，尚須努力爭取市場〉，《工商日報》第五頁，1952年12月26日。
12. ↑  〈石智益休假，晏加士代理〉，《華僑日報》第二張第三頁，1953年3月27日。
13. ↑  OFFICIAL REPORT OF PROCEEDINGS. Hong Kong: Legislative Council, 2 March 1955.
14. ↑  〈勞工處長睦徽典退休〉，《工商日報》第六頁，1955年6月2日。
15. ↑  〈港府將建平房，容納小型工廠〉，《工商日報》第四頁，1962年10月5日。
16. ↑  〈赴澳出席勞工會議，港代表團昨首途，由勞工處處長石智益率領〉，《工商日報》第四頁，1962年11月23日。
17. ↑  〈石智益馮秉芬等，下月將應邀赴德，參加工展開幕禮〉，《工商日報》第六頁，1963年9月6日。
18. ↑  〈勞工處長石智益，將赴瑞士出席製衣工業會議〉，《工商日報》第七頁，1964年9月9日。
19. ↑  〈討論棉品輸英問題，石智益先飛英，何禮文今首途〉，《工商日報》第七頁，1965年5月30日。
20. 1 2 3 4 5  Martinez, Julia, "The End of Indenture? Asian Workers in the Australian Pearling Industry, 1901-1972", International Labor and Working Class History Vol 67, April, 2005, pp. 125-147.
21. 1 2  〈石智益透露為解決難題，勞工處設三組〉，《工商日報》第四頁，1965年3月26日。
22. ↑  〈工業敎育及訓練—香港的經驗〉，《行政》第二冊第三／四期，1989年。
23. 1 2 3 4 5  Hong Kong [1957/58/59/60/61/62/63/64/65], Hong Kong: Hong Kong Government Press, 1958-1966 (Various years).
24. ↑  〈署理華民司演講：如何禁絕香港毒品〉，《工商日報》第六頁，1959年12月5日。
25. 1 2  〈街坊會首長餞別石智益〉，《工商日報》第十一頁，1965年7月24日。
26. ↑  五度署任日期分別為1961年11月7日至1962年4月13日、1963年6月24日至11月14日、1964年3月1日至4月30日、8月1日至9月1日和9月16日至10月15日。
27. ↑  包括職位由其他官員署任的時間。
28. ↑  The 50th Anniversary of the Labour Department 1946-1996. Hong Kong: Labour Department, 1996.
29. ↑  OFFICIAL REPORT OF PROCEEDINGS. Hong Kong: Legislative Council, 30 June 1965.
30. 1 2  "Supplement to Issue 43667", London Gazette, 4 June 1965, p.4.
31. ↑  〈前任勞工處長石智益獲勳章〉，《工商日報》第七頁，1965年11月18日。
32. ↑  〈石智益將接掌港府駐英辦事處〉，《工商日報》第七頁，1965年5月11日。
33. ↑  〈前工務司鄔勵德將出任港府駐倫敦辦事處主任〉，《工商日報》第四頁，1969年5月17日。
34. ↑  Gale, Thomson, The Blue Book: Leaders of the English-Speaking World, 1973.

### 英文資料
- OFFICIAL REPORT OF PROCEEDINGS. Hong Kong: Legislative Council, 2 March 1955. 網上版本（页面存档备份，存于）
- Hong Kong [1957/58/59/60/61/62/63/64/65], Hong Kong: Hong Kong Government Press, 1958-1966 (Various years).
- The Asia Who's Who. Hong Kong: Pan-Asia Newspaper Alliance, 1958.
- Luzzatto, Rola, Hong Kong Who's Who: An Almanac of Personalities and Their History 1958-1960, 1961.
- OFFICIAL REPORT OF PROCEEDINGS. Hong Kong: Legislative Council, 30 June 1965. 網上版本（页面存档备份，存于）
- The Colonial Office List. UK: H.M.S.O., 1966.
- Gale, Thomson, The Blue Book: Leaders of the English-Speaking World, 1973.
- Endacott, G. B., A History of Hong Kong. Oxford University Press, 1974.
- Sedgwick, P. C. M., "British Army Aid Group: Hong Kong Resistance 1942-1945. By EDWIN RIDE. [Oxford: Oxford University Press, 1982. 347 pp. ?14-00.]", The China Quarterly No. 94, June 1983, pp. 376-377.
- Who Was Who. London: A & C Black, 1996.
- The 50th Anniversary of the Labour Department 1946-1996. Hong Kong: Labour Department, 1996.
- Martinez, Julia, "The End of Indenture? Asian Workers in the Australian Pearling Industry, 1901-1972", International Labor and Working Class History Vol 67, April, 2005, pp. 125-147.
- Tsang, Steve, A Modern History of Hong Kong, Hong Kong: Hong Kong University Press, 2009.
- "UK Sedgwicks - Places - Surrey - William Henry Sedgwick (born circa 1845)", SEDGWICKUK.ORG - British Sedgwick Genealogy, retrieved on 5 August 2011. 網頁（页面存档备份，存于）

### 中文資料
- 〈石智益昨日透露，港日貿易逆差嚴重〉，《大公報》第五版，1952年12月10日。
- 〈工商處長石智益評論，本港工業已有改進，尚須努力爭取市場〉，《工商日報》第五頁，1952年12月26日。
- 〈石智益休假，晏加士代理〉，《華僑日報》第二張第三頁，1953年3月27日。
- 〈勞工處長睦徽典退休〉，《工商日報》第六頁，1955年6月2日。
- 〈署理華民司演講：如何禁絕香港毒品〉，《工商日報》第六頁，1959年12月5日。
- 〈港府將建平房，容納小型工廠〉，《工商日報》第四頁，1962年10月5日。
- 〈赴澳出席勞工會議，港代表團昨首途，由勞工處處長石智益率領〉，《工商日報》第四頁，1962年11月23日。
- 〈石智益馮秉芬等，下月將應邀赴德，參加工展開幕禮〉，《工商日報》第六頁，1963年9月6日。
- 〈勞工處長石智益，將赴瑞士出席製衣工業會議〉，《工商日報》第七頁，1964年9月9日。
- 〈石智益透露為解決難題，勞工處設三組〉，《工商日報》第四頁，1965年3月26日。
- 〈石智益將接掌港府駐英辦事處〉，《工商日報》第七頁，1965年5月11日。
- 〈討論棉品輸英問題，石智益先飛英，何禮文今首途〉，《工商日報》第七頁，1965年5月30日。
- 〈街坊會首長餞別石智益〉，《工商日報》第十一頁，1965年7月24日。
- 〈本港人士榮獲勳銜名單公佈〉，《工商日報》第四頁，1965年6月12日。
- 〈前任勞工處長石智益獲勳章〉，《工商日報》第七頁，1965年11月18日。
- 〈前工務司鄔勵德將出任港府駐倫敦辦事處主任〉，《工商日報》第四頁，1969年5月17日。
- 〈徐家祥悼何禮文爵士〉，《華僑日報》第三張第一頁，1981年6月21日。
- 〈工業敎育及訓練—香港的經驗〉，《行政》第二冊第三／四期，1989年。網上版本[永久]

## 外部連結
- British Sedgwick Genealogy（页面存档备份，存于）
- 香港勞工處（页面存档备份，存于）

| 政府职务              | 政府职务                                                                        | 政府职务        |
| --------------------- | ------------------------------------------------------------------------------- | --------------- |
| 前任： 菲利醫生       | 署理市政局主席兼 市政事務署長 1948年5月-10月                                    | 繼任： 菲利醫生 |
| 前任： 菲利醫生       | 署理市政局主席兼 市政事務署長 1951年1月-8月                                     | 繼任： 彭德     |
| 前任： 乾瑾鼐（署理） | 工商業管理處處長 1952年1月-1954年2月                                            | 繼任： 晏架士   |
| 前任： 利澤時         | 署理市政局主席兼 市政事務署長 1954年9月-10月                                    | 繼任： 利澤時   |
| 前任： 睦徽典         | 勞工處處長 1955年6月-1965年7月                                                  | 繼任： 郟亮同   |
| 前任： 麥道軻         | 署理華民政務司 1959年7月-1960年3月 1961年11月-1962年4月 1962年5月 1963年3月-5月 | 繼任： 麥道軻   |
| 前任： 巴璐           | 香港政府駐英專員 1965年10月-1969年9月                                           | 繼任： 鄔勵德   |